# 호시노 유키노부
호시노 유키노부(星野 之宣, 1954년 1월 29일 ~ )은 일본의 SF 만화가이다.
홋카이도 쿠시로 시 출신. 아이치 현립 예술대학 미술학부 일본학과 중퇴. 중퇴 이유는 성격에 맞지 못해서라고 한다. 1975년 《강철의 퀸》으로 등단하였다. 《아득한 아침》으로 제9회 데즈카 상을 수상했으며, 《장송 선단》으로 월례 영 점프상에 입상했다.
치밀한 구성과 탁월한 작화력을 바탕으로 한, 스케일이 큰 하드 SF가 특기이다. 초기 터치는 어시스턴트 경험 때문인지 류자키 료지 풍이었다. 점차적으로 극화 터치로 변천하여, 구미의 하드 SF 소설을 기반으로 한 대담한 아이디어를 치밀한 작화로 그려냄으로써 사실적인 작풍을 확립한다. SF 이외에도 고대사 계열 주제의 작품을 발표하고 있으며, 대표작으로 《2001 스페이스 판타지아》, 《야마타이카》, 《무나카타 교수 전기고》 등이 있다.
문학자 이토 세이가 작은할아버지이다.
추가. 10/13/2013
빨간색은 정식판 출간된 책
파란색은 해적판 출간된 책
주황색은 베낌만화 출간된 책
블루시티 시리즈
블루시티(ブル-シティ) 총 2권, 1976년
바다의 송곳니(海の牙) 총 1권, 1979년
야마토 시리즈
야마토의 불(ヤマトの火) 총 1권, 1984년
야마타이카(ヤマタイカ) 총 6권, 1987~1991년
타임 터널 시리즈
블루 홀(ブル-ホ-ル) 총 2권, 1992~1993년
블루 월드(ブル-?ワ-ルド) 총 4권, 1996~1998년
무나가타 교수 시리즈
무나가타 교수 전기담(宗像?授?記考) 총 6권, 1996~1999년
신남화(神南火) 총 1권, 2004년
그 외의 SF, 역사, 판타지 작품들
아득한 아침(はるかなる朝) 총 1권, 1977년
거인들의 전설(巨人たちの??) 총 1권, 1978년
요녀전설(妖女??) 총 2권, 1981년
샤벨 타이거(サ-ベル?タイガ-) 총 1권, 1981년
잔상(?像) 총 1권, 1982년
2001년야화(2001夜物語) 총 3권, 1985~1986년
위대한 회귀(大いなる回?) 총 1권, 1988년
이완 데쟈뷰의 하루(イワン?デジャビュの一日) 총 1권, 1988년
베무 헌터 소드(ベムハンタ-?ソ-ド) 총 1권, 1991년
미래의 두얼굴(未?の二つの顔) 총 2권, 1993~1994년
메가크로스(メガクロス) 총 2권, 1995년
스타더스트 메모리즈(スタ-ダストメモリ-ズ) 총 1권, 1995년
멸망한 짐승들의 바다(滅びし?たちの海) 총 1권, 1996년
엘 아라메인의 신전(エル?アラメインの神殿) 총 1권, 1998년
코도쿠 익스펠리먼트(コドク?エクスペリメン) 총 3권, 2000~2001년
미드웨이 역사편(MIDWAY?史編) 총 1권, 2000년
미드웨이 우주편(MIDWAY宇宙編) 총 1권, 2001년
NHK스페셜 문명의 길 2(NHKスペシャル文明の道 2) 총 1권, 2003년
문로스트(ム-ン?ロスト) 총 2권, 2004년